# Rozkopanci
Rozkopanci (ukr. Розкопанці) – wieś na Ukrainie, w obwodzie kijowskim, w rejonie obuchowskim. W 2001 liczyła 969 mieszkańców, spośród których 959 posługiwało się językiem ukraińskim, a 10 rosyjskim.